# Самсонов, Александр Васильевич (пловец)
Алекса́ндр Владимирович Самсо́нов (16 июля 1953, Москва, РСФСР, СССР - 16 мая 2019) — советский пловец, участник Олимпийских игр 1972 года. Заслуженный мастер спорта СССР (1974).

## Карьера
Тренировался у Павла Иоселиани. На Олимпиаде в Мюнхене Самсонов участвовал в предварительном заплыве в эстафете 4×200 метров вольным стилем. В плавании на 400 и 1500 метров вольным стилем Александр Самсонов не смог выйти в финал.
На чемпионате мира в 1975 году Самсонов выиграл бронзу в эстафете 4×200 метров вольным стилем. Также он является обладателем золотой, трёх серебряных и бронзовой медали чемпионата Европы и серебра Универсиады.